# Potere assoluto (film 1997)
Potere assoluto (Absolute Power) è un film del 1997, diretto e interpretato da Clint Eastwood, basato sul romanzo omonimo di David Baldacci.
È stato presentato fuori concorso al 50º Festival di Cannes.

## Trama
Luther Whitney, un ladro professionista, si introduce nella residenza del miliardario Walter Sullivan, un anziano filantropo considerato uno degli uomini più ricchi e potenti degli Stati Uniti e gran sostenitore del Presidente in carica fin dalla sua candidatura alla presidenza, per svuotargli il caveau.
Durante il furto, però, mentre si trova all'interno della camera blindata, celata da un falso specchio, nella stanza da letto di Sullivan, Luther è costretto a nascondersi perché si accorge della improvvisa presenza della giovane moglie di Sullivan, Christy, e di Alan Richmond, il Presidente degli Stati Uniti d'America, che si trovano lì per un incontro amoroso clandestino. A un certo punto, Richmond diventa violento e Christy, per legittima difesa, lo accoltella al braccio con un tagliacarte. Richmond inizia a urlare chiedendo aiuto agli agenti dei Servizi Segreti Bill Burton e Tim Collin, che stazionano fuori dalla stanza, i quali irrompono e uccidono Christy, convinti che questa stia mettendo a repentaglio la vita del Presidente. 
Sempre nascosto nel caveau, Luther assiste quindi alle operazioni organizzate da Gloria Russell, capo dello staff del Presidente, e dai due agenti, per eliminare ogni prova che possa ricondurre alla verità e per simulare un furto con scasso non riuscito, al fine di "giustificare" la morte della donna. La scena del delitto viene accuratamente ripulita e rimessa in ordine ed il Presidente viene condotto via dagli agenti, i quali dimenticano però accidentalmente il tagliacarte insanguinato, rimasto nella stanza da letto. Luther s'impadronisce dell'oggetto e attraverso una finestra fugge dalla residenza con la refurtiva, inseguito vanamente da Burton e Collin, che nel frattempo si sono accorti di non aver preso il tagliacarte. Collin riesce soltanto a prendere il numero di targa dell'auto di Luther, che diviene così un testimone più che scomodo da eliminare.
Il tenente Seth Frank è a capo delle indagini sull'omicidio. Sebbene Luther, già noto alle autorità come un ladro di alto profilo, diventi il principale sospettato, Frank non crede che sia l'assassino ben sapendo che non ha mai ucciso nessuno, ma Burton chiede a Frank di tenerlo informato sul caso e mette di nascosto sotto controllo il telefono del di lui ufficio. Luther, camuffato e con una falsa identità, si trova all'aeroporto e sta per lasciare il paese, ma vede in televisione il Presidente Richmond abbracciare pubblicamente l'amico Sullivan e solidarizzare con lui per la perdita della giovane moglie: irritato e indignato da questa miserabile sceneggiata, decide di non fuggire ed invece far sì che Richmond sia smascherato.
La figlia di Luther, Kate, di professione avvocato che esercita la funzione di pubblico ministero, invitata da Frank a collaborare, lo accompagna a casa del padre in cerca di indizi e accetta così di "incastrarlo", organizzando un incontro in un bar all'aperto dove la polizia può prenderlo in custodia, con la garanzia di Frank sulla sicurezza di Luther. Tuttavia, Burton viene a conoscenza del piano attraverso le intercettazioni telefoniche, e sia Collin, sia McCarty (un sicario assunto da un vendicativo Sullivan del tutto ignaro della verità), si preparano a uccidere Luther. I due cecchini, ognuno ignaro dell'altro, cercano di sparare a Luther nel momento in cui incontra Kate ma entrambi, abbagliati dal riflesso di un grosso vetro, mancano il bersaglio e Luther riesce così a dileguarsi e, poco dopo, raggiunge di nascosto la figlia a casa e le spiega come sono andate realmente le cose.
Luther poi inganna Gloria Russell, inviandole la collana di diamanti di Christy, facendole credere che sia un regalo del Presidente; la Russell la indossa durante un evento alla Casa Bianca. Sospettando che Kate possa conoscere la verità, il Presidente Richmond suggerisce ai suoi agenti di eliminarla. Luther viene a sapere da Frank che i servizi segreti hanno Kate sotto controllo: corre di nuovo a Washington per proteggerla e arriva pochi istanti dopo che Collin ha spinto l'auto di Kate, con lei dentro, in un dirupo, senza però riuscire ad ucciderla. Successivamente, Collin si introduce nell'ospedale dove Kate è ricoverata fingendosi medico per iniettarle una siringa di veleno, ma anche in questo caso Luther sventa il tentativo, uccidendo Collin.
Poco dopo, Luther prende il posto dell'autista di Sullivan, accompagna quest'ultimo con la sua auto e lo mette al corrente di cosa sia realmente accaduto quella notte in cui la sua giovane moglie è stata uccisa, aggiungendo di avergli già restituito tutti gli oggetti rubati in casa sua. Sullivan non ne è del tutto convinto fino a quando Luther non gli riporta il dialogo tra Christy e il presidente Richmond, con alcuni dettagli che solo la donna poteva conoscere. Consegna poi a Sullivan il tagliacarte con il sangue e le impronte digitali di Richmond. 
Luther accompagna quindi Sullivan all'ingresso della Casa Bianca. Questi, ormai definitivamente convinto della buonafede di Luther, con il tagliacarte in mano riesce a passare i controlli di sicurezza ed entra nello Studio Ovale. Nel frattempo, allertato da Luther che il suo telefono è intercettato, Frank scopre che l'agente Burton si è suicidato, e usa le prove che quest'ultimo ha lasciato per arrestare Gloria Russell. Poco dopo, in televisione, viene data la sconvolgente notizia che il Presidente Richmond si è suicidato utilizzando un pugnale, mentre in realtà è stato proprio Sullivan a pugnalarlo con il tagliacarte, vendicando così la morte della moglie. Luther è quindi soddisfatto che giustizia sia stata fatta, felice che sua figlia sia al sicuro, che faccia di nuovo parte della sua vita e che, infine, accetti la corte di Frank.

## Accoglienza

### Critica
Su Rotten Tomatoes, il film detiene un punteggio di approvazione del 56% basato su 57 recensioni, con una valutazione media di 5,7/10. Metacritic, che utilizza una media ponderata, ha assegnato al film un punteggio di 52 su 100, basato su 21 critici, indicando recensioni "miste o medie".

### Botteghino
Il film ha incassato 16,8 milioni di dollari nel suo weekend di apertura. Ha incassato 50,1 milioni di dollari negli Stati Uniti e in Canada e 42,7 milioni di dollari a livello internazionale, per un totale mondiale di 92,8 milioni di dollari contro il suo budget di produzione di 50 milioni di dollari. In Italia, è stato il numero uno per nove settimane consecutive.